# コッラード・ジアキント
コッラード・ジアキント（Corrado Domenico Niccolò Antonio Giaquinto、1703年2月8日 - 1766年4月18日）はイタリアの画家である。1753年から1762年の間、スペインで働き、王立サン・フェルナンド美術アカデミーの校長などを務めた。

## 略歴
イタリア南部、現在のバーリ県のモルフェッタに生まれた。両親は聖職者になることを望んだが、画家をめざし、地元の画家Saverio Porta に学んだ後、1719年にナポリに移り、1723年までニコラ・マリア・ロッシ(Nicola Maria Rossi: 1690–1758)に学んだ後、当時ナポリで有力な画家であったフランチェスコ・ソリメーナとその一族の工房で働いた。
1727年にローマに移り、工房を開き、教会の壁画を制作した。1733年に結婚した後、1733年からは建築家、フィリッポ・ユヴァラの指揮のもとトリノの教会の壁画を描いた。1734年に妻が出産の後、子供と共に亡くなった。トリノの仕事が終わった後、1738年にローマに戻り、枢機卿ピエトロ・オットボーニの依頼でロッカ・ディ・パーパの教会の壁画を制作した。1740年にアカデミア・ディ・サン・ルカの会員に選ばれた。ローマではサンタ・クローチェ・イン・ジェルサレンメ聖堂の天井画のデザインもした。
1753年にスペイン王フェルナンド6世の宮廷に招かれ、マドリードに移った。宮廷画家に任じられ、王立サン・フェルナンド美術アカデミーの校長を務め、王立タペストリ工場の美術監督を務めた。ジアキントの影響を受けたスペインの画家にはホセ・デル・カスティーリョ(José del Castillo: 1737-1793)やアントニオ・ゴンサレス・ベラスケス(Antonio González Velázquez: 1723-1793)がいる。
フェルナンド6世が没し、カルロス3世が王位に就いた後の1762年までマドリードで働き、引退し、ナポリに戻った。ナポリで没した。

## 作品

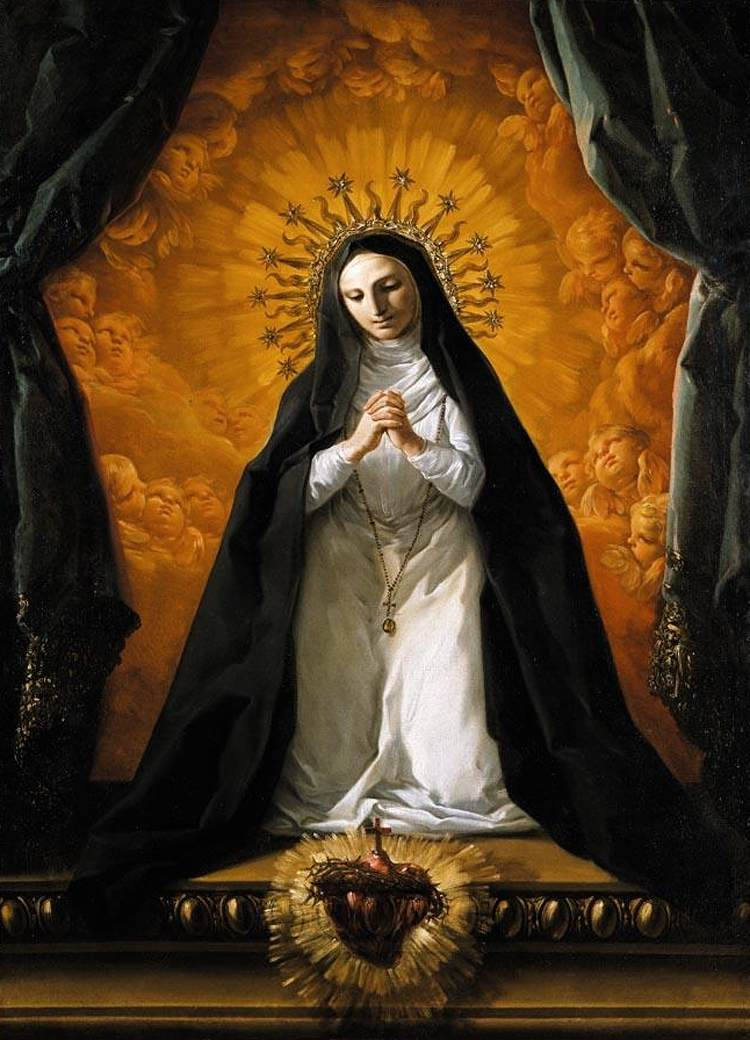
聖マルグリット・マリー・アラコク(c.1765)
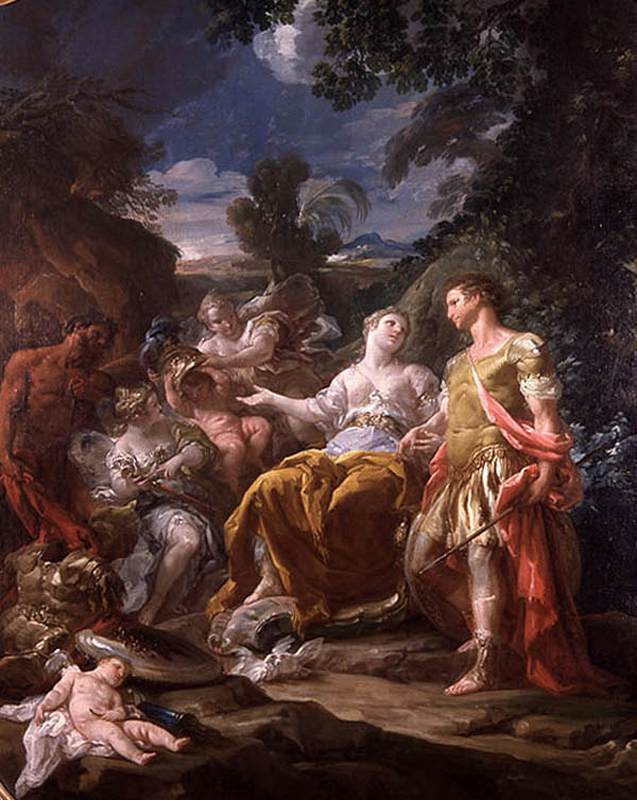
アイネイアスに武器を贈るヴィーナス
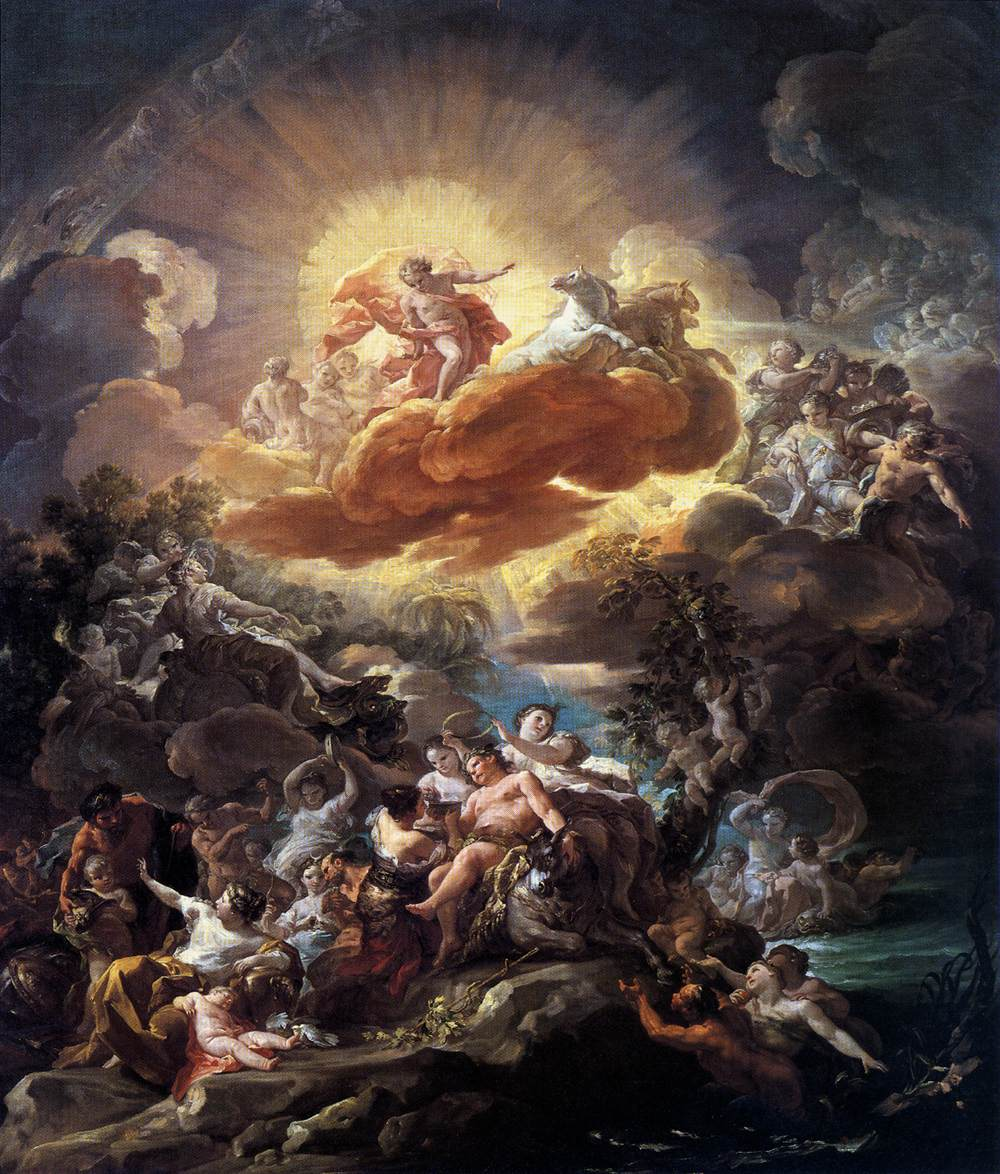
太陽の誕生とバッカスの勝利 (1762)
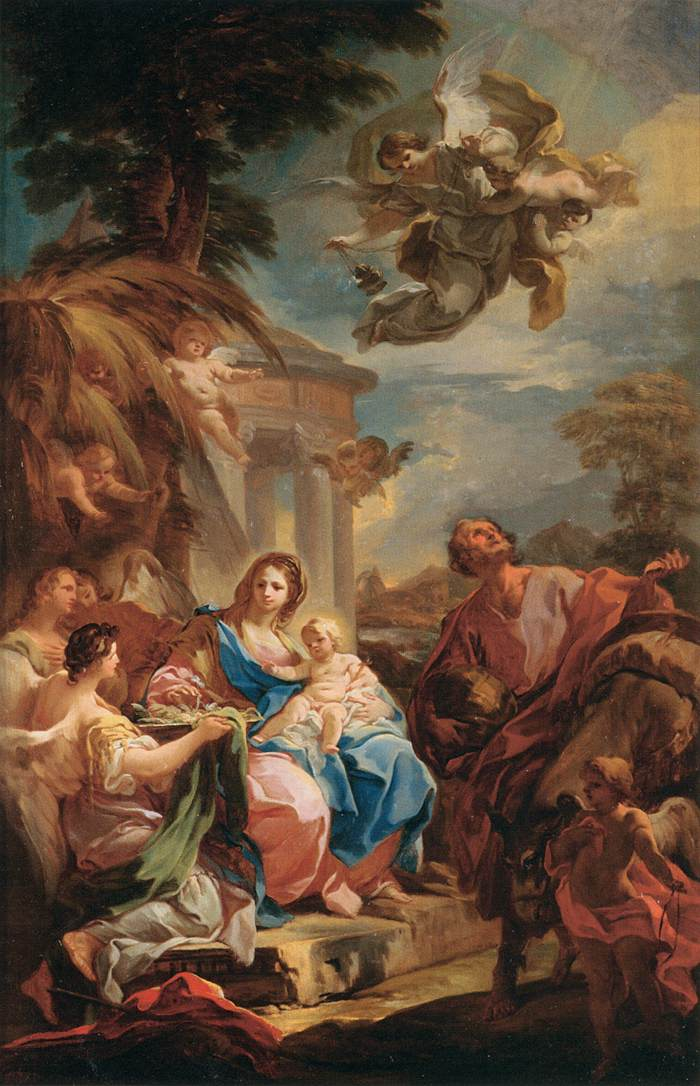
エジプトへの逃避

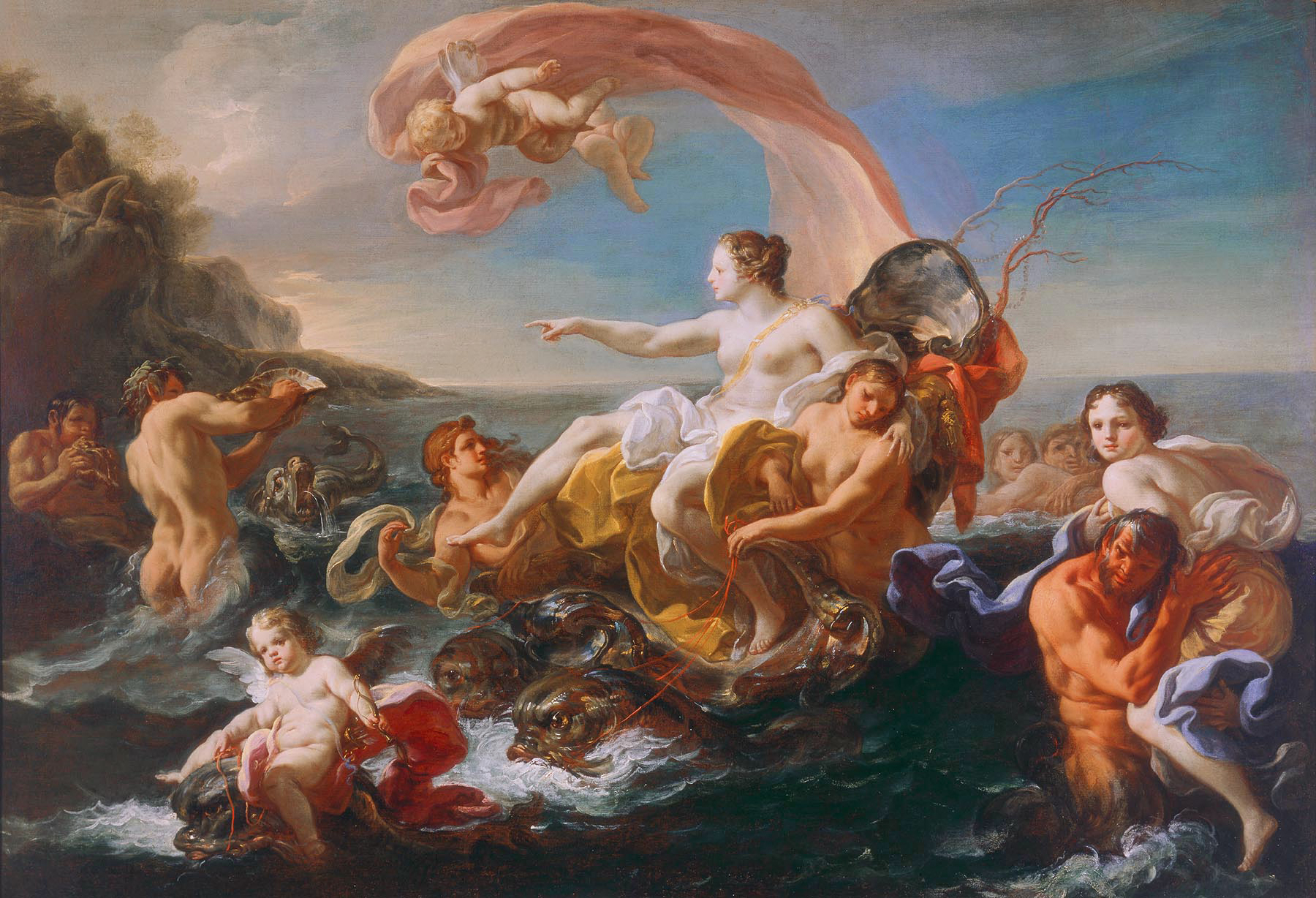
ガラテイアの勝利 (1752)
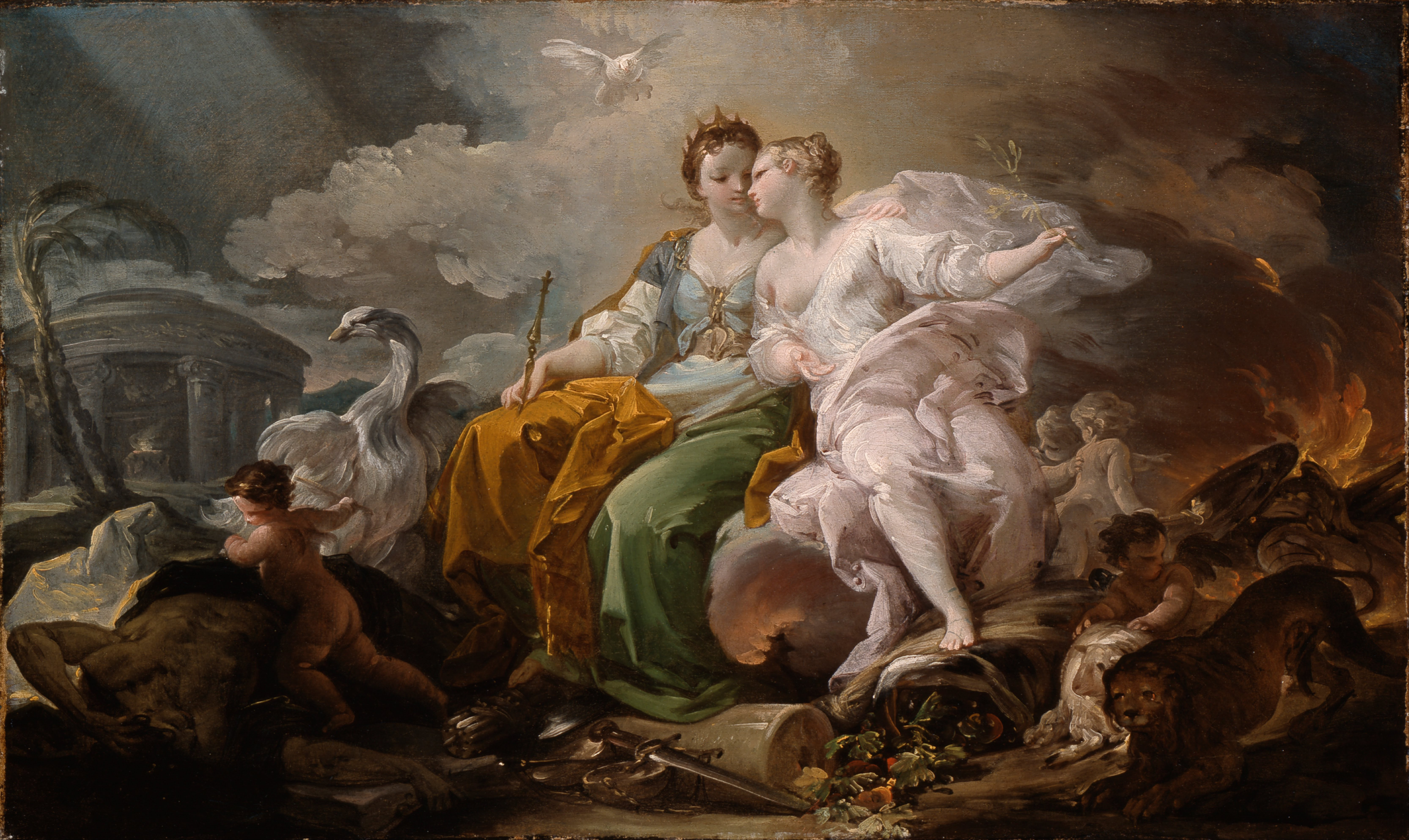
正義と平和の寓意
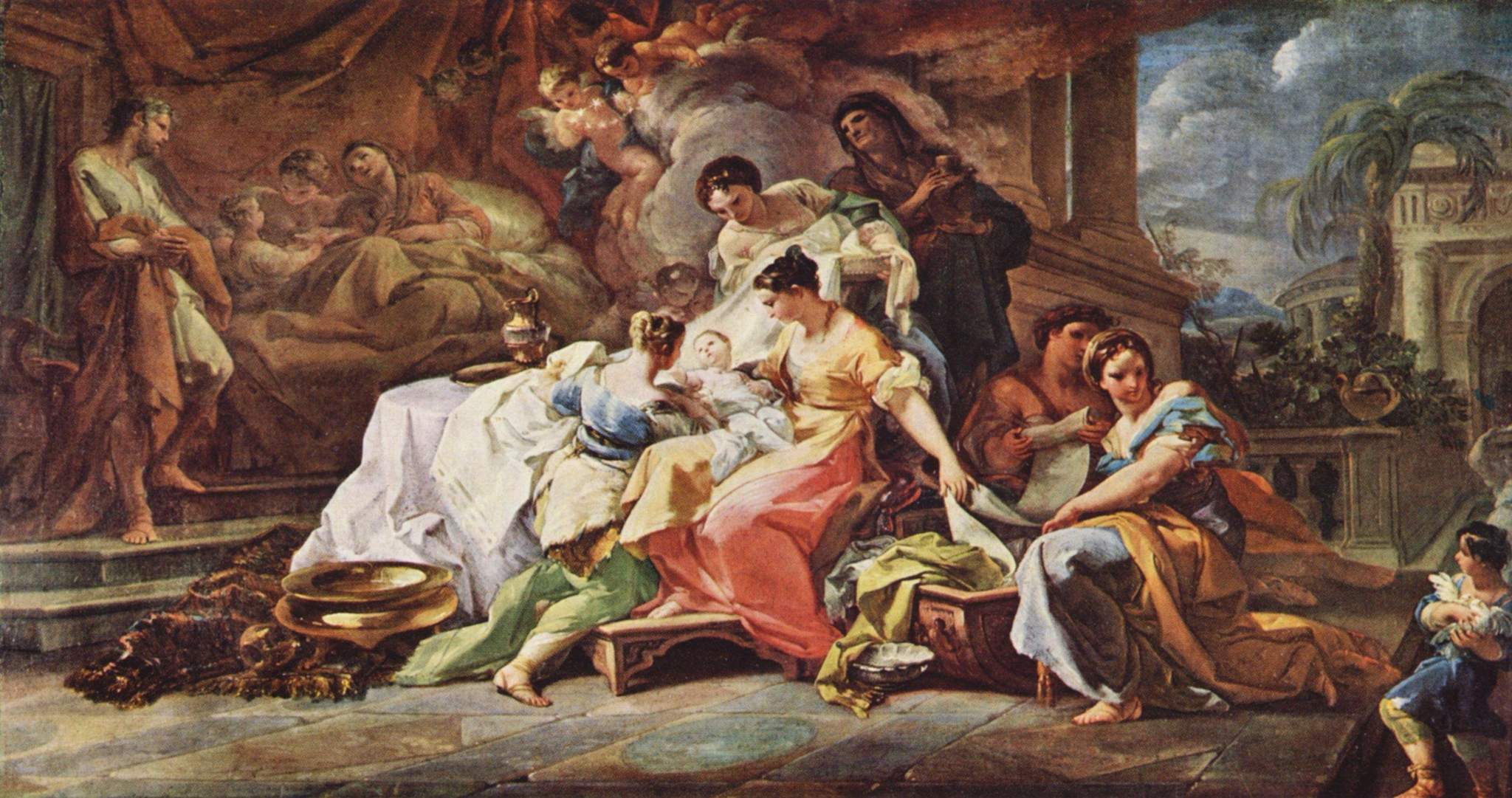
マリアの誕生